# Гагарин, Матвей Алексеевич
Князь Матве́й Алексе́евич Гага́рин (27 апреля 1725 — 10 марта 1793, Москва) — генерал-майор из рода Гагариных, командир Семёновского гвардейского полка (1763—1765). Устроитель подмосковных усадеб Трёхгорное и Сенницы.
Единственный сын князя Алексея Матвеевича Гагарина и баронессы Анны Петровны Шафировой. Внук двух сподвижников Петра I — барона П. П. Шафирова и князя М. П. Гагарина — унаследовал большое состояние. В 1762 году за князьями Матвеем и Сергеем Гагариными только в чернозёмных губерниях было записано 4392 души мужского пола.
В военную службу вступил в 1742 году. Через пять лет, в ноябре 1747 года, женился на Анне Васильевне Салтыковой (1729—1791), дочери генерал-аншефа В. Ф. Салтыкова, которая с 1741 года состояла при Елизавете Петровне фрейлиной. Юная Салтыкова отличалась резвостью и своенравием, чем выводила всех из терпения. Однажды она явилась на придворный бал в точно таком же головном уборе, как у императрицы. Елизавета, возмущенная этой дерзостью, приказала подать ножницы и, поставив Салтыкову на колени, собственноручно выстригла ей передние волосы «а-ля-кок». Брак был неудачным и бездетным, супруги жили отдельно.
На протяжении 1760-х годов Гагарин служил в лейб-гвардии Семёновском полку секунд-майором и премьер-майором. Судя по дневнику Порошина, в 1764 и 1765 годах регулярно присутствовал на куртагах, где по вечерам играл в ломбер со своим зятем князем А. М. Голицыным и императрицей. Определённый шум при дворе наделал его конфликт с капитаном-поручиком Озеровым: императрица встала на сторону Гагарина и разжаловала Озерова на 2 месяца в солдаты.
В 45 лет Гагарин получил абшид с генерал-майорским чином и поселился на северо-западе Москвы, на бывших землях Новинского монастыря, где обустроил загородное имение «Трёхгорное», позднее переименованное в «Студенец». На потеху москвичей здесь устраивались разные забавы: «ходили по канатам, представляли разные фокусы, играла музыка, были песельники, пускали фейерверки». Московские старожилы долго вспоминали, как полгорода съезжалось к богатому князю на гулянье.
Последний представитель наиболее влиятельной в XVIII веке ветви рода Гагариных умер в 1793 году и был похоронен в подмосковной(???) Донской обители. Ему наследовали сёстры Анна (1722—1804, за графом Д. М. Матюшкиным) и Дарья (1724—1798, за князем А. М. Голицыным). В свою очередь, графу и графине Матюшкиным наследовал внук Матвей Виельгорский, к которому перешла, среди прочего, старинная гагаринская вотчина Сенницы.